# Glan Letheren
Glanville "Glan" Letheren (Dafen, 1º maggio 1956 – Dafen, 6 giugno 2024) è stato un calciatore gallese, di ruolo portiere.

## Biografia
Suo figlio Kyle divenne a sua volta un calciatore professionista (anch'egli di ruolo portiere).